# АСВЕЛ
АСВЕЛ (фр. ASVEL Basket) — французький баскетбольний клуб з міста Віллербанн, створений 1948 року. На внутрішній арені клуб виступає в чемпіонаті Франції, на міжнародному — в Євролізі.

## Історія
Клуб заснований у 1948 році шляхом злиття двох мультиспортивних клубів у Ліоні. Абревіатура АСВЕЛ поєднує в собі назви клубів-попередників. Команда багаторазовий чемпіон Франції та володар Кубка Франції, що робить його найтитулованішим баскетбольним клубом Франції.
У 2014 році колишня зірка «Сан-Антоніо Сперс» та збірної Франції Тоні Паркер став президентом клубу.
У сезоні 2015–16 АСВЕЛ виграв свій 18-й титул чемпіонату Франції, перемігши у фінальній серії «Страсбур» 3–2, програючи серію 0–2.
У березні 2017 року гравець НБА Ніколя Батум став акціонером Infinity Nine Sports, головної інвестиційної компанії, і обійняв посаду директора з баскетбольних операцій. Тоні Паркер залишився мажоритарним власником і президентом клубу.
У 2018 році клуб підписав 10-річну іменну спонсорську угоду з Groupe LDLC. Клуб також змінив основні кольори своєї команди з початкового біло-зеленого на біло-чорні, а також змінив основний дизайн логотипу.
У червні 2019 року холдингова компанія футбольного клубу «Олімпік» (Ліон) придбала 25% акцій чоловічої команди АСВЕЛ, а також 10% акцій жіночої команди АСВЕЛ. Угода також передбачає план будівництва нової арени стандартів Євроліги.
У 2019 році АСВЕЛ повернувся до Євроліги, отримавши вайлд-кард на два роки.
У сезоні 2021–22 років АСВЕЛ виграв свій 21-й титул чемпіона Франції здолавши у фіналі «Монако».

## Арени
Перший стадіон клубу АСВЕЛ «Астробалле».
У липні 2016 року АСВЕЛ оголосив, що побудує нову багатофункціональну арену з місткістю від 12 000 до 16 000 осіб, залежно від конфігурації. Орієнтовна вартість арени становить 60 мільйонів євро. Нова споруда отримує спонсорську назву LDLC Арена.
Будівництво спортивної споруди розпочато у січні 2022 року, а відкрито у листопаді 2023 року.

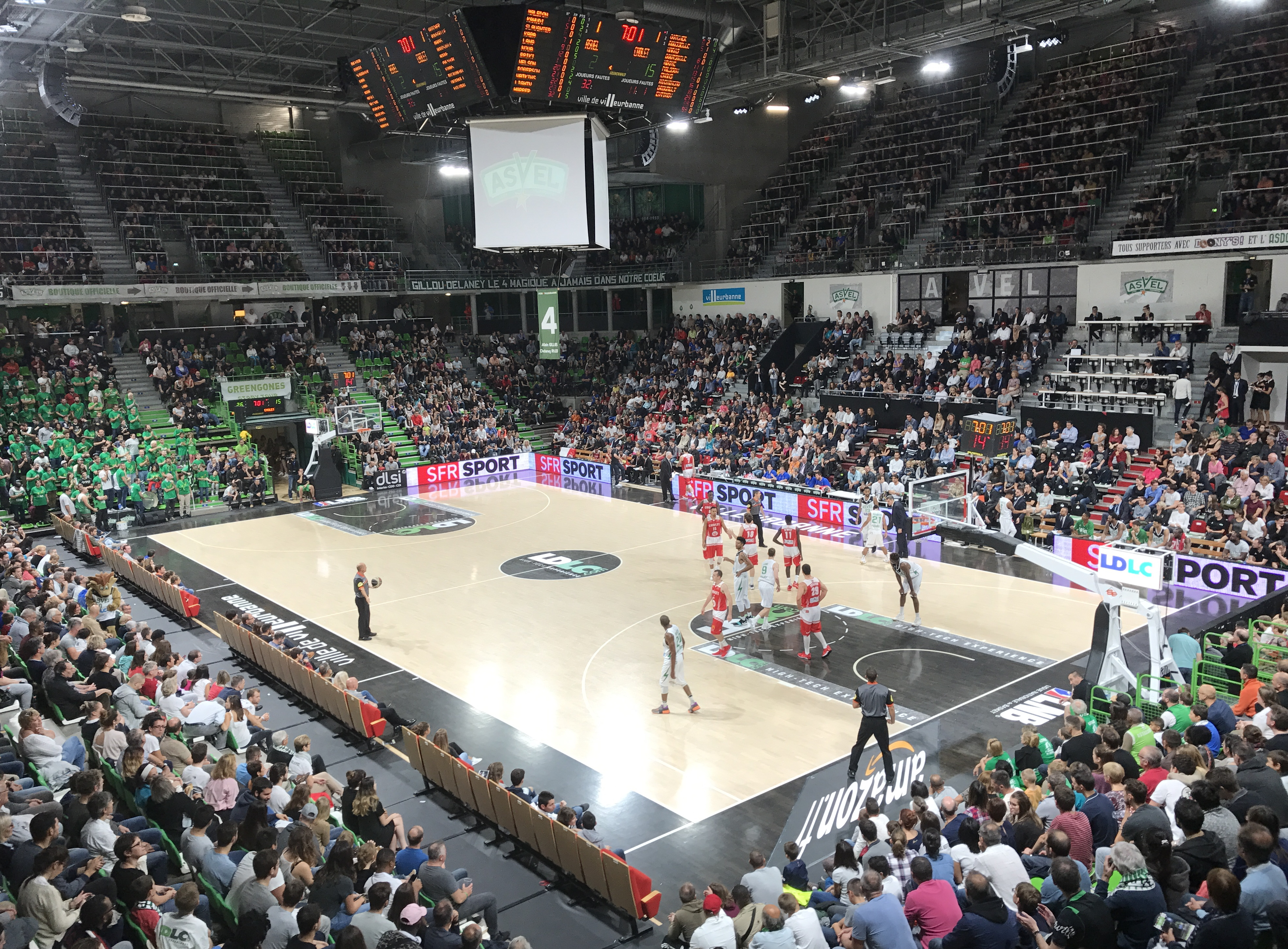
«Астробалле»
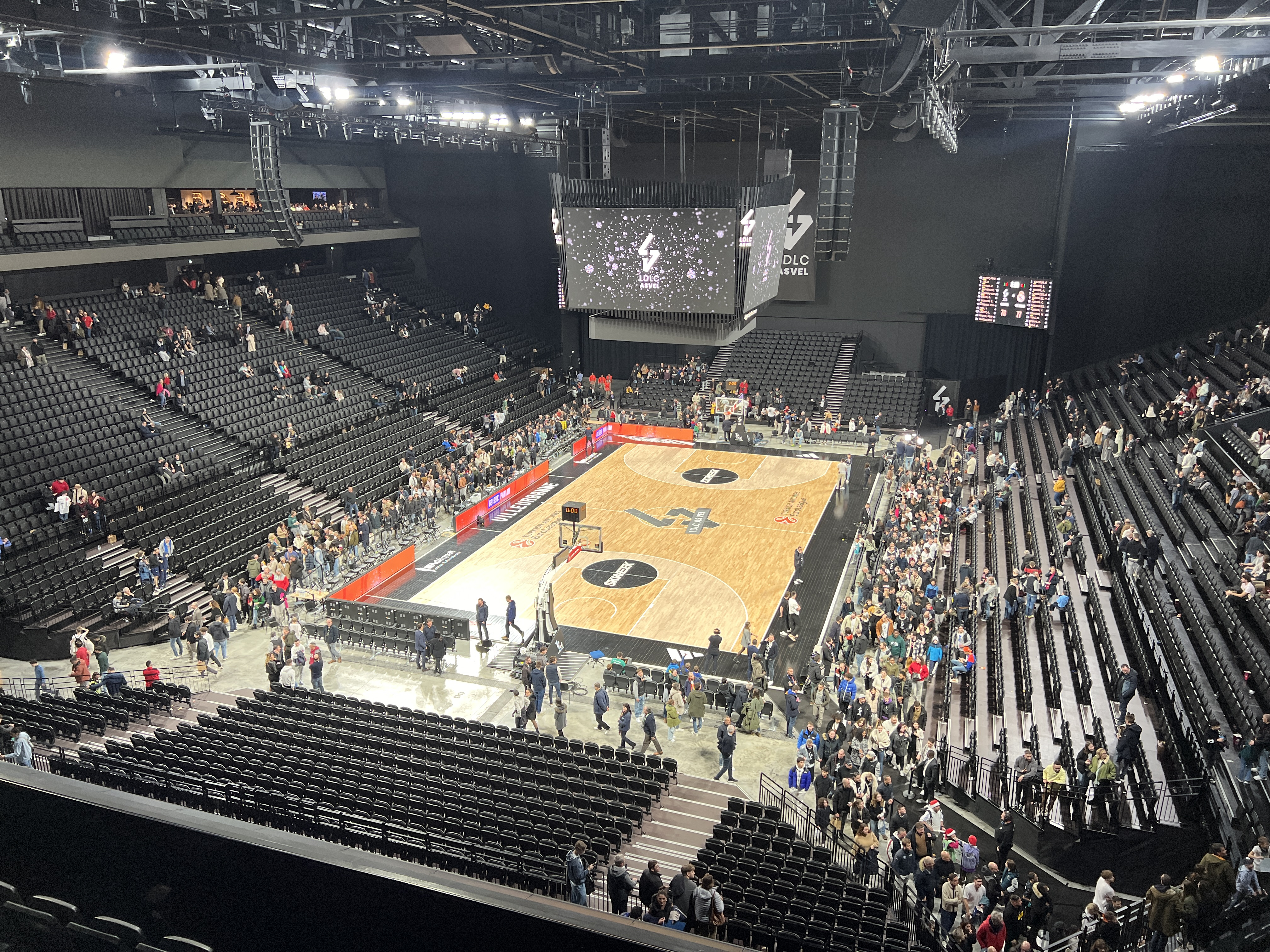
LDLC Арена

## Досягнення

### Національні змагання
Чемпіонат Франції
Переможець (21): 1948–49, 1949–50, 1951–52, 1954–55, 1955–56, 1956–57, 1963–64, 1965–66, 1967–68, 1968–69, 1970–71, 1971–72, 1974–75, 1976–77, 1980–81, 2001–02, 2008–09, 2015–16, 2018–19, 2020–21, 2021–22
Срібний призер (7): 1953–54, 1958–59, 1995–96, 1996–97, 1998–99, 1999–00, 2002–03
Кубок Франції
Переможець (10): 1952–53, 1956–57, 1964–65, 1966–67, 1995–96, 1996–97, 2000–01, 2007–08, 2018-19, 2020–21
Фіналіст (5): 1953–54, 1954–55, 1958–59, 2001–02, 2015–16
Суперкубок Франції
Переможець (2): 2009, 2016
Фіналіст (1): 2008
Кубок Федерації (скасований)
Переможець (1): 1983–84
Фіналіст (1): 1981–82